# Oblegovalni oven
Oblegovalni oven je oblegovalna naprava, ki izvira iz antičnih časov in je oblikovana tako, da odpira oziroma podira zidane stene utrdbe ali razbija lesena vrata.
V najpreprostejši obliki je bil oblegovalni oven samo velik, težek hlod, ki ga je nosilo več ljudi, ki so se s silo pognali nad oviro; oven je zadostoval za škodo cilja, če je bil hlod dovolj masiven in / ali so se premaknili dovolj hitro (to je, če so imeli dovolj zagona). Kasneje so bili ovni zaprti v okovano kupolo, odporno proti ognju in bili nameščeni na kolesih. V notranjosti kupole so hlod premikali z visečimi verigami ali vrvmi.
Ovni so se izkazali za učinkovito vojaško orožje, ker so bili zidovi iz enostavnih gradbenih materialov, kot so kamen in opeka, šibko povezani med seboj in zato nagnjeni k pokanju, ko so jih udarili s silo. Pri ponavljajočih se udarcih so razpoke vztrajno rastle, dokler ni nastala luknja. Sčasoma so luknjo povečali tako, da je omogočala oboroženim napadalcem vdreti v trdnjavo.
Uvedba oblegovalnih topov v poznem srednjem veku, ki so izkoriščali eksplozivno moč smodnika ali železne krogle za razbijanje kamna, je predstavljala konec ovnom in drugim tradicionalnim oblegovalnim napravam. Veliko manjših, ročnih različic ovna se uporablja še danes v policiji in vojski za odpiranje zaklenjenih vrat.

## Oblika
V železni dobi, na starodavnem Bližnjem vzhodu in v Sredozemlju, je bil oblegovalni oven hlod, ki so ga premikali z vrvmi ali verigami v okvirju na kolesih, tako da je bil lahko bolj masiven in so ga lažje potiskali proti svojemu cilju. Okvir je lahko nosil zastor, ki je ščitil vojake, ki so upravljali ovna, pred izstrelki, ki so jih nanje metali iz obzidja. Obložen z mokrimi živalskimi kožami je nudil tudi zaščito pred ognjem. Pogosto so glavo ovna okrepili s kovinsko glavo (pogosto v obliki ovnove glave, od tod ime) in pokrovom, ranljive dele gredi pa povezali s kovinskimi pasovi. Ta struktura se je premikala tako počasi, da so jo imenovali testudo (latinska beseda za 'želvo').
Najstarejše upodobitve, ki prikazujejo rabo oblegovalnega ovna datirajo v 21.-18. stoletje pr. n. št., najdene pa so bile v grobnicah B eni Hasan v Egiptu. Vitruvij je v svojem tekstu o arhitekturi opisal podrobnosti.
Znana podoba asirskega oblegovalnega ovna prikazuje, kako sofisticiran je postal napad in obramba v 9. stoletju pr. n. št.. Branilci mestnega obzidja so poskušali ovna zažgati z baklami in ga zagrabiti z verigo. Napadalci so poskušali izvleči verigo in ovna osvoboditi, medtem ko so prej omenjene mokre kože zagotavljale zaščito pred plameni.
Prvi potrjen zapis o uporabi ovnov na zahodu je iz let 503 do 502 pred našim štetjem, ko je Opiter Verginius postal rimski konzul v boju proti ljudstvu Aurunci:
Vojak v prvi vrsti sledi Opiter Verginiusu, poleg njih so bili oblegovalni ovni (vinea), ki so bili uporabljeni za vojno— Livij, Ab urbe condita, Zgodovina Rima, knjiga II, poglavje 17
Drugi se je pojavil leta 427 pred našim štetjem, ko so Špartanci oblegali Platejo. Prva uporaba ovnov v sredozemskem bazenu, ki prikazuje v tem primeru hkratno uporabo oblegovalnih stolpov, je napad na otok Sicilija leta 409 pred našim štetjem, pri obleganju Selinunta.
Posadke branilcev gradov, utrdb ali bastijonov so se včasih poskušali ubraniti ovnov tako, da so spuščali ovire na sprednji strani ovna, kot velike vreče žagovine tik pred ovnovo glavo ali  uporabljali posebne kljuke za imobilizacijo ovnovega hloda. Poskušali so ga tudi zažgati z ogrevanim peskom, razbiti s skalami, ki so jih metali z obzidja ali s hitrim izpadom vojaških enot.
Nekateri ovni niso bili obešeni na vrvi ali verige, ampak so ga namesto tega podpirali valji. To je omogočilo, da je oven dosegel večjo hitrost pred dotikom svojega cilja, zaradi česar je bil bolj uničujoč. Tak oven, kot ga je uporabljal Aleksander Veliki, je opisal pisatelj Vitruvij.
Alternative oblegovalnemu ovnu je bil vrtalnik, sekira, kramp, oblegovalni kavelj in lovski oven. Te naprave so bile manjše od ovna in so se lahko uporabljale v zaprtih prostorih.

## Znana obleganja
Ovni so pomembno vplivali na razvoj obrambnih zidov, ki so bili zgrajeni vse bolj domiselno, vse zato da bi izničili učinke oblegovalnih naprav. Zgodovinski primeri uporabe ovnov pri obleganju večjih mest so:
- uničenje Jeruzalema s strani Rimljanov,
- križarske vojne,
- padec Rima,
- obleganje Konstantinopla

V Gloucesterju obstaja priljubljen mit, ki je znan po otroški rimi Humpty Dumpty, o oblegovalnem ovnu, ki so ga uporabljali v obleganju Gloucesterja leta 1643, v času angleške državljanske vojne. Vendar pa zgodba skoraj zagotovo ne drži; med obleganjem, ki je trajalo samo en mesec, niso bili uporabljeni ovni ampak veliko topov. Ideja se zdi da je nastala v eseju s parodijo o zgodovini, profesorja Davida Daube, napisanega za The Oxford Magazine leta 1956, ki je bila zelo verjetna kljub očitnim nesmislom (npr. namerava prečkati reko Severn s tekom z ovnom navzdol po hribu, čeprav je reka na tej točki približno 30 m široka).
Oblegovalni oven s kapo ima na glavi dodatek (običajno izdelan iz železa ali jekla in včasih oblikovan kot ovnova glava z rogovi), da bi naredil več škode na zgradbi. Bil je veliko bolj učinkovit uničevalec zidov kot neokovan oven, vendar je bil težji za izvedbo.

## Uporaba v rudarstvu
Plinij starejši v svoji Naturalis Historia opisuje oblegovalni oven, ki se je uporabljal v rudarstvu, kjer je bilo treba razčleniti trdo skalo za pridobivanje rude. Drog je imel kovinsko konico, ki je tehtala 150 kilogramov, tako da je celotna naprava tehtala najmanj dvakrat toliko, da bi se ohranilo ravnotežje. Ali je bila podprta z vrvmi v okvirju ni znano, vendar pa je zelo verjetno, glede na skupno težo. Take naprave so v premogovništvu v 19. stoletju v Veliki Britaniji na široko uporabljali pred eksplozivom, ki je bil drag in nevaren za uporabo.

## Moderna uporaba
Ovni se še vedno uporabljajo tudi v sodobnem času. SWAT (Special Weapons And Tactics) ekipe in druge policijske sile pogosto uporabljajo majhne kovinske ovne za enega ali dva človeka, za prisilno odpiranje zaklenjenih vrat. Sodobni ovni imajo včasih cilinder, vzdolž katerega teče bat, ki se samodejno sproži ob udarcu ob trd predmet, s čimer se izboljša zagon.